# Hansgeorg Moka
Hansgeorg Hugo Moka (* 13. September 1900 in Piskorsine, Kreis Wohlau, Provinz Schlesien; † 14. Mai 1955 in Frankfurt am Main) war ein deutscher Verwaltungsjurist, NS-Funktionär und 1944/45 letzter Oberbürgermeister von Schneidemühl.

## Leben
Moka studierte an der Schlesischen Friedrich-Wilhelms-Universität Rechts- und Wirtschaftswissenschaften. Im Wintersemester 1922/23 wurde er im Corps Lusatia Breslau aktiv. Seit November 1923 Corpsschleifenträger, wurde er 1924 recipiert und am 1. März 1926 inaktiviert. Er begründete die Langemarck-Spende der Deutschen Studentenschaft, die er ab 1929 leitete. 1930 wurde er in Breslau zum Dr. iur. promoviert. Das am 14. Oktober 1926 entzogene Band seines Corps erhielt er Anfang der 1930er Jahre zurück.
Zum 1. März 1932 trat er der NSDAP (Mitgliedsnummer 1.010.390) und im selben Jahr der SA bei. Ab 1933 war er hauptamtlicher Geschäftsführer des Studentenwerkes Berlin. Im Mai 1935 wurde er als Oberführer in den Stab der Reichsjugendführung berufen und verwaltete die in die Hitlerjugend überführte Langemarck-Spende. 1937 wurde er Leiter des Referats Langemarck der RJF und des Hauptreferats Gefallenenehrung im Stab der RJF. Ab Januar 1937 war er auch Geschäftsführer des Arbeitsausschusses Langemarck, der in Zusammenarbeit mit dem Reichsstudentenführer Gustav Adolf Scheel gegründet und zunächst von Generalmajor Woldemar Grote geleitet wurde, bis Moka im Juli 1938 die Leitung des Arbeitsausschusses Langemarck übernahm. Wegen unkorrekter Buchführung und Bereicherung bei der Führung der Langemarckspende zog er (wie Heinz Lassen) 1937 ein Parteigerichtsverfahren der NSDAP auf sich. Als Oberbannführer übernahm er im Juni 1939 die Leitung der Mobilisierungs-Dienststelle der RJF. Im November desselben Jahres zum Hauptbannführer und 1942 zum Gebietsführer befördert, wurde er im April 1943 von der Leitung der Mob-Dienststelle entlastet. Im Heer war er seit Mai 1940 Leutnant. Baldur von Schirach machte ihn (als Nachfolger von Heinrich Lüer) im Januar 1941 zum Leiter seiner Dienststelle in der Reichskanzlei. Ab August 1941 war er Leiter der Dienststelle des Beauftragten des Führers für die Inspektion der HJ und Reichsleiters für die Jugenderziehung der NSDAP in der Reichskanzlei. Zudem führte er den weitgehend von der RJF organisierten Kriegsbetreuungsdienst des Reichsleiters von Schirach und erhielt in dieser Funktion im September 1942 das Kriegsverdienstkreuz II. Klasse. Im Juni 1944 auch als Leiter des Kriegsbetreuungsdienstes der RJF entlastet, wurde er zum Oberbürgermeister von Schneidemühl in der Provinz Pommern ernannt.
Als Hauptmann der Reserve geriet er in sowjetische Kriegsgefangenschaft. Nach acht Jahren wurde er Ende 1953 entlassen. Mit 54 Jahren erlag er den Folgen der Gefangenschaft. Im Sterbebucheintrag wird er bezeichnet als „Oberbürgermeister zur Wiederverwendung, Doktor der Rechtswissenschaften“.

## Werke
- Die Langemarck-Arbeit der deutschen Studentenschaft. in: Karl A. Walther (Hg.): Das Langemarck-Buch der deutschen Studentenschaft. Leipzig 1933, S. 210–214.